# Amathusia epidesma
Amathusia epidesma är en fjärilsart som beskrevs av Hans Fruhstorfer 1911. Amathusia epidesma ingår i släktet Amathusia och familjen praktfjärilar. Inga underarter finns listade i Catalogue of Life.